# 川口乡 (灵宝市)
川口乡，是中华人民共和国河南省三門峽市灵宝市下辖的一个乡镇级行政单位。

## 行政区划
川口乡下辖以下地区：
横渠村、北泉村、南泉村、三圣村、湾里村、秋梓村、科里村、阎谢村、北庄村、南沟村、川口村、赵吾村、东庄里村、洼里村、南朝村、西岭村、红土坡村、秦家河村、东尚庄村、棉窝村、碑基村、池头村、赵家沟村和吴家村。